# Хаметов, Ислам Ибадуллахович
Ислам Ибадуллахович Хаметов (род. 12 октября 1993, Махачкала, Дагестан, Россия) — бронзовый призер чемпионатов России по дзюдо (2016; 2018), дагестанский дзюдоист, выступающий за Самару, обладатель Кубка Европы 2014 года, победитель первенства России до 20 лет, бронзовый призёр первенства России до 23 лет.
Выступает в весовой категории до 66 килограмм. Мастер спорта международного класса.

## Биография
Родился 12 октября 1993 года в городе Махачкала в лезгинской семье (есть сестра и брат). Учился в средней школе № 28, окончил политех и служил в армии.
В 2014 году, в Малаге (Испания), где проходил Кубок Европы по дзюдо, завоевал золото в финальной схватке одолев испанца Лабраде Фернандезу.
Ислам Хаметов выиграли медали турнира серии Гран-при, который проходил с 17 по 19 ноября в Нидерландах. Добился бронзовой медали в весе до 66 кг. Он в ходе соревнований проиграл лишь призёру молодежного первенства Европы Альберто Гайтеру Мартину из Испании, а в трех других схватках был сильнее своих оппонентов, лишив шансов на пьедестал атлетов из Монголии, Катара и Ирана.